# پاراچنار
پاراچنار یا پاره‌چنار روستایی سرسبز و پر آب و پشتون‌نشین در شمال غرب پاکستان در حدود بیست کیلومتری مرز افغانستان است. این روستا زیرمجموعه کُرَّم در استان مرزی شمال غربی است. مردمان این منطقه و روستاهای اطراف آن پیرو مذهب تشیع هستند.
پاراچنار در دره‌ای سرسبز واقع شده و جاده‌ای که از این شهر به افغانستان می‌رود از دره پایه‌وار و گردنه کُرَّم (در شمال غربی شهر) می‌گذرد. علت نام‌گذاری آن را وجود درختان کهنسال چنار یا سکونت قبیله پارا یا پاره در پیرامون چنار بزرگی در آنجا می‌دانند. سیب آن در سراسر پاکستان، مشهور و به خاطر رنگ طلایی‌اش از زمان انگلیسی‌ها به گلدن دلیشز معروف است.
عشایر ادی زئی، دوپر زئی، غندی خیل، مستوخیل، حمزه خیل، منگل، مقبل، بنګښ، درزدران منتوان، وزئی، جاجی، غلزجی، لیسانی و پاره در شهر و پیرامون آن سکونت دارند. منطقه پاراچنار در قدیم تابستانگاه عشایر و هم‌چنین از تابستانگاه‌های شاهان گورکانی هند بود.

## موارد دیگر
در سال ۲۰۰۷، مقامات جاده تهال-پاراچنار را برای مسافرت ناامن اعلام کردند و این جاده تا سال ۲۰۱۱ بسته بود. ساکنان پاراچنار بدون این جاده می‌بایست از مسیر کابل-تورخوم برای رفتن به پیشاور و دیگر نقاط پاکستان استفاده می‌کردند.
پاراچنار قبلاً منطقه قبایلی بوده و دولت فعلی عمران خان مناطق قبایل را در ایالت پختونخواه ضمیمه کرد. و پاراچنار (کرم) الان یکی از شهرهای ایالت خیبر پختونخوا به حساب می‌آید.

## محصولات

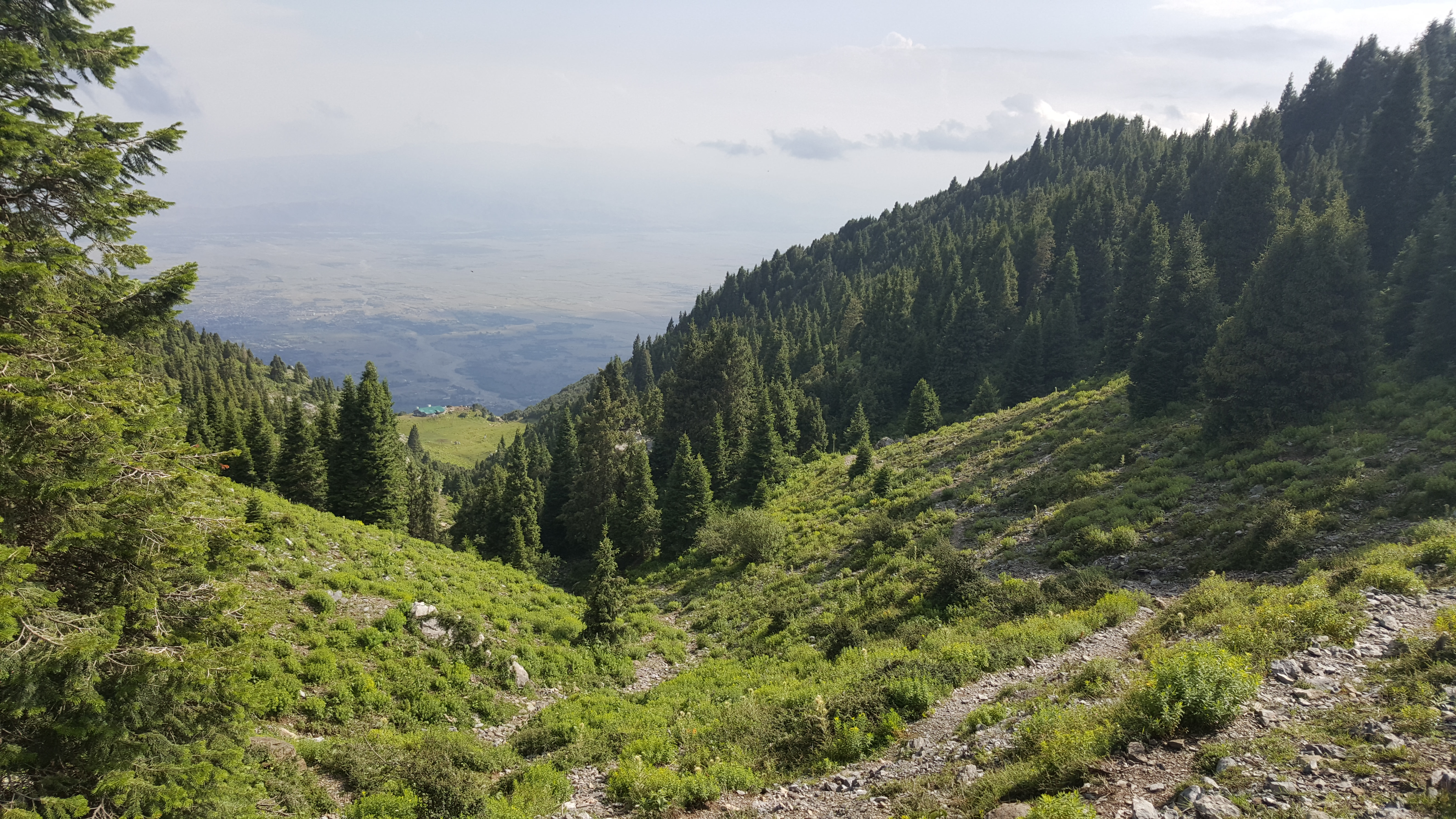

پاراچنار دارای زمین پرآب است و بیشتر مردم این شهر شغل کشاورزی دارند، میوه‌جات و سبزی‌جات پاراچنار از شهرتی ویژه برخوردار است.